# Sayid Karam (huyện)
Sayid Karam là một huyện thuộc tỉnh Paktia, Afghanistan. Dân số thời điểm năm 1999 là 75,425 người.